# Етельбальд (король Вессексу)
Етельбальд (давн-англ. Ethelbald, Æþelbald; 831 — 20 грудня 860) — король Вессексу в 856—860 роках.

## Життєпис
Походив з Вессекської династії. Старший син Етельвульфа, короля Вессексу та Осбурги Вайтської. Народився у 831 році. Вперше згадується у грамоті батька від 840 року. У 850 році отримав титул олдермена.
У 855 році Етельвульф перед паломництвом до Риму призначив Етельбальда намісником королівства. Втім, дізнавшись, що папа римський Лев IV помазав його брата Альфреда, зчинив заколот проти батька. Етельвульф, що повернувся до Вессексу, не бажаючи сваритися з сином, 856 року розділив королівство на дві частини, віддавши йому кращу, західну частину. Після смерті батька Етельбальд одружився з овдовілою мачухою, Юдит (донькою імператора Карла II Лисого), однак шлюб був анульований через близьке споріднення.
Після смерті у 858 році Етельвульфа не зміг об'єднати Вессекс, оскільки у східній частині королем став інший брат Етельберт. Етельбальд помер в 860 року, не залишивши спадкоємців, і був похований у Шерборнському абатстві. Після його смерті Вессекс знову було об'єднано під владою Етельберта.